# Saki Niizoe
Saki Niizoe (en japonés: 新添左季, Niizoe Saki; 4 de julio de 1996) es una deportista japonesa que compite en judo.
Participó en los Juegos Olímpicos de París 2024, obteniendo una medalla de plata en la prueba de equipo mixto.
Ganó dos medallas en el Campeonato Mundial de Judo, en los años 2022 y 2023, una medalla de oro en los Juegos Asiáticos de 2018 y una medalla de oro en el Campeonato Asiático de Judo de 2024.

## Palmarés internacional
| Juegos Olímpicos    | Juegos Olímpicos     | Juegos Olímpicos  | Juegos Olímpicos |
| Año                 | Lugar                | Medalla           | Categoría        |
| ------------------- | -------------------- | ----------------- | ---------------- |
| 2024                | París (Francia)      | Medalla de plata  | Equipo mixto     |
| Campeonato Mundial  |                      |                   |                  |
| Año                 | Lugar                | Medalla           | Categoría        |
| 2022                | Taskent (Uzbekistán) | Medalla de bronce | –70 kg           |
| 2023                | Doha (Catar)         | Medalla de oro    | –70 kg           |
| Juegos Asiáticos    |                      |                   |                  |
| Año                 | Lugar                | Medalla           | Categoría        |
| 2018                | Yakarta (Indonesia)  | Medalla de oro    | –70 kg           |
| Campeonato Asiático |                      |                   |                  |
| Año                 | Lugar                | Medalla           | Categoría        |
| 2024                | Hong Kong (China)    | Medalla de oro    | –70 kg           |